# Línea Jōban
La Línea Jōban (常磐線 Jōban-sen?) es un ferrocarril operado por la compañía East Japan Railway Company (JR East). Su terminal al sur es la estación Nippori, en (Tokio); desde donde sigue por la costa del Pacífico a través de las prefecturas de Chiba, Ibaraki y Fukushima; llegando finalmente a su terminal norte en la estación Iwanuma en Iwanuma, Prefectura de Miyagi. Aunque, la mayoría de los trenes que circulan por esta línea, parten de la estación Ueno en lugar de la estación Nippori utilizando las vías de la Línea principal Tōhoku, y luego continúan por las vías de la Línea Jōban desde la estación Nippori hasta la estación Iwanuma, posteriormente nuevamente toman las vías de la Línea principal Tōhoku desde la estación Iwanuma hasta  la estación Sendai.
El nombre "Jōban", deriva del nombre de la antiguas provincias de Hitachi (常陸) e Iwaki (磐城); que se conectan con Tokio mediante esta.
Actualmente, se encuentra en construcción la extensión de la línea hasta la estación de Tokio vía la línea Tōhoku Jūkan.
Desde junio de 2013, dos segmentos de la línea se encuentran cerrados indefinidamente a causa del terremoto y tsunami de Japón de 2011 y el accidente nuclear de Fukushima I. El segmento entre las estaciones de Hirono y Haranomachi, corre por la zona la zona de exclusión alrededor del área donde se ocurrió la fusión del reactor de la Central nuclear Fukushima I. Mientras que el segmento entre las estaciones de Hamayoshida y Sōma, se encuentra en reconstrucción, por lo que fue suplantado con un servicio de autobús. Mientras que los segmentos entre las estaciones de Hirono y Tomioka; Namie y Haranomachi estuvieron siendo inspeccionados y preparados para su reconstrucción. Por otro lado se espera terminar la reconstrucción de las vías y estaciones entre Hamayoshida y Komagamine en un nuevo sector tierra adentro para el 2017.
En el 10 de diciembre de 2016, la sección entre las estaciones Hamayoshida y Sōma reabrió; los estaciones Namie y Momouchi reabrieron en el 1 de abril de 2017.

## Información técnica
- Operadores y distancia:
  - East Japan Railway Company (JR East) (servicios y vías)
    - Nippori – Haranomachi – Iwanuma: 343.1 km
    - Mikawashima – Sumidagawa – Minami-Senju (ramal de cargas de Sumidagawa): 5.7 km
    - Mikawashima – Tabata (ramal de cargas de Tabata): 1.6 km

  - Japan Freight Railway Company (JR Freight) (servicios)
    - Mikawashima – Haranomachi – Iwanuma: 341.9 km
    - Mikawashima – Sumidagawa – Minami-Senju (ramal de cargas de Sumidagawa): {5.7 km
    - Mikawashima – Tabata (ramal de cargas de Tabata): 1.6 km
- Vía doble y cuádruple:
  - Cuádruple: Ayase – Toride
  - Doble: Nippori – Ayase, Toride – Yotsukura, Hirono – Kido y Ōno – Futaba
- Electrificación
  - 1,500 vcc: Nippori – Toride, Mikawashima – Sumidagawa – Minami-Senju y Mikawashima – Tabata
  - 20 kV ca, 50 Hz: Fujishiro – Iwanuma
  - fuera de servicio: Toride – Fujishiro
- Sistema de señalización
  - Automatic Train Control (ATC): Ayase – Toride
  - Centralized Train Control: El resto de las secciones.

## Servicios
La línea Jōban conecta Tokio con la  región de Tōhoku. Luego de la apertura de la línea de alta velocidad Tōhoku Shinkansen en 1982, la línea Jōban fue dividida en dos partes en su tramo dentro de Iwaki, quedando un segmento en vía doble al sur y en vía simple al norte.
Desde 2007 hasta el accidente nuclear de Fukushima I en 2011, la línea se dividía en 4 secciones por cuestiones de operación.
- Ueno – Toride: servicios rápidos y locales.
- Toride – Iwaki: servicios suburbanos e interurbanos desde Toride.
- Iwaki – Haranomachi: Algunos trenes desde Iwaki en varias direcciones.
- Haranomachi – Sendai: Gran área de Sendai.

## Estaciones
Legend
- Los trenes se detienen en las estaciones marcadas con un "●" y pasan de largo las marcada con un "｜".
- Estaciones con un "∥" poseen vía doble; y las marcadas con un "◇" son en vía simple, pero permiten a los trenes pasar.
- secciones cerradas desde marzo de 2011 por el accidente nuclear de Fukushima I

| Nombre oficial de la línea | Estación       | Japonés | Longitud (km)    | Longitud (km)         | Local | Local                   | Rápido                       | Rápido Especial                                                                   | Transferencias | Vías   | Ubicación | Ubicación |
| Nombre oficial de la línea | Estación       | Japonés | Entre estaciones | Total (desde Nippori) | Jōban Kankō | Otro (media distancia)  | Rápido                       | Rápido Especial                                                                   | Transferencias | Vías   | Ubicación | Ubicación |
| -------------------------- | -------------- | ------- | ---------------- | --------------------- | --- | ----------------------- | ---------------------------- | --------------------------------------------------------------------------------- | --- | ------ | --------- | --------- |
| Línea principal Tōhoku     | Ueno (JJ01)    | 上野    | –                | 2.2                   | desde/hacía la Línea Chiyoda                                                                                                   | ●                       | ●                            | ●                                                                                 | Tōhoku Shinkansen, Yamagata Shinkansen, Akita Shinkansen, Jōetsu Shinkansen, Nagano Shinkansen, Línea Yamanote, Línea Keihin-Tōhoku, Línea Takasaki, Línea principal Tōhoku (Línea Utsunomiya) Línea Ginza (G-16), Línea Hibiya (H-17) Línea principal Keisei (Keisei-Ueno) | Dos    | Taitō     | Tokio     |
| Línea principal Tōhoku     | Nippori (JJ02) | 日暮里  | 2.2              | 0.0                   | desde/hacía la Línea Chiyoda                                                                                                   | ●                       | ●                            | ●                                                                                 | Línea Yamanote, Línea Keihin-Tōhoku Línea principal Keisei Nippori-Toneri Liner (01) | Dos    | Arakawa   | Tokio     |
| Línea Jōban                | Nippori (JJ02) | 日暮里  | 2.2              | 0.0                   | desde/hacía la Línea Chiyoda                                                                                                   | ●                       | ●                            | ●                                                                                 | Línea Yamanote, Línea Keihin-Tōhoku Línea principal Keisei Nippori-Toneri Liner (01) | Dos    | Arakawa   | Tokio     |
| Mikawashima (JJ03)         | 三河島         | 1.2     | 1.2              | ●                     | desde/hacía la Línea Chiyoda                                                                                                   | ●                       | ｜                           |                                                                                   | | Dos    | Arakawa   | Tokio     |
| Minami-Senju (JJ04)        | 南千住         | 2.2     | 3.4              | ●                     | desde/hacía la Línea Chiyoda                                                                                                   | ●                       | ｜                           | Línea Hibiya (H-20) Tsukuba Express (04)                                          | | Dos    | Arakawa   | Tokio     |
| Kita-Senju (JJ05)          | 北千住         | 1.8     | 5.2              | ●                     | ● | ●                       | ●                            | Línea Chiyoda (C-18), Línea Hibiya (H-21) Línea Tobu Skytree Tsukuba Express (05) | Adachi | Dos    |           | Tokio     |
| Ayase (JL19)               | 綾瀬           | 2.5     | 7.7              | ●                     | ｜ | ｜                      | ｜                           | Línea Chiyoda (C-19, Kita-Ayase)                                                  | Adachi | Cuatro |           | Tokio     |
| Kameari (JL20)             | 亀有           | 2.2     | 9.9              | ●                     | ｜ | ｜                      | ｜                           |                                                                                   | Katsushika | Cuatro |           | Tokio     |
| Kanamachi (JL21)           | 金町           | 1.9     | 11.8             | ●                     | ｜ | ｜                      | ｜                           | Línea Keisei Kanamachi                                                            | Katsushika | Cuatro |           | Tokio     |
| Matsudo (JJ06) (JL22)      | 松戸           | 3.9     | 15.7             | ●                     | ● | ●                       | ●                            | Línea Shin-Keisei                                                                 | Matsudo | Cuatro | Chiba     |           |
| Kita-Matsudo (JL23)        | 北松戸         | 2.1     | 17.8             | ●                     | ｜ | ｜                      | ｜                           |                                                                                   | Matsudo | Cuatro | Chiba     |           |
| Mabashi (JL24)             | 馬橋           | 1.3     | 19.1             | ●                     | ｜ | ｜                      | ｜                           | Línea Nagareyama                                                                  | Matsudo | Cuatro | Chiba     |           |
| Shin-Matsudo (JL25)        | 新松戸         | 1.6     | 20.7             | ●                     | ｜ | ｜                      | ｜                           | Línea Musashino Línea Nagareyama (Kōya)                                           | Matsudo | Cuatro | Chiba     |           |
| Kita-Kogane (JL26)         | 北小金         | 1.3     | 22.0             | ●                     | ｜ | ｜                      | ｜                           |                                                                                   | Matsudo | Cuatro | Chiba     |           |
| Minami-Kashiwa (JL27)      | 南柏           | 2.5     | 24.5             | ●                     | ｜ | ｜                      | ｜                           |                                                                                   | Kashiwa | Cuatro | Chiba     |           |
| Kashiwa (JJ07) (JL28)      | 柏             | 2.4     | 26.9             | ●                     | ● | ●                       | ●                            | Tōbu: Línea Noda                                                                  | Kashiwa | Cuatro | Chiba     |           |
| Kita-Kashiwa (JL29)        | 北柏           | 2.3     | 29.2             | ●                     | ｜ | ｜                      | ｜                           |                                                                                   | Kashiwa | Cuatro | Chiba     |           |
| Abiko (JJ08) (JL30)        | 我孫子         | 2.2     | 31.3             | ●                     | ● | ●                       | ｜                           | Línea Narita (ramal de Abiko)                                                     | Abiko | Cuatro | Chiba     |           |
| Tennōdai (JJ09) (JL31)     | 天王台         | 2.7     | 34.0             | ○                     | ● | ●                       | ｜                           |                                                                                   | Abiko | Cuatro | Chiba     |           |
| Toride (JJ10) (JL32)       | 取手           | 3.4     | 37.4             | ○                     | ● | ●                       | ●                            | Línea Jōsō                                                                        | Toride | Cuatro | Ibaraki   |           |
| Fujishiro                  | 藤代           | 6.0     | 43.4             |                       | ● |                         | ●                            |                                                                                   | Toride | Dos    | Ibaraki   |           |
| Ryūgasakishi               | 龍ヶ崎市       | 2.1     | 45.5             | ●                     | ● | Línea Ryūgasaki         | Ryūgasaki                    |                                                                                   | | Dos    | Ibaraki   |           |
| Ushiku                     | 牛久           | 5.1     | 50.6             | ●                     | ● |                         | Ushiku                       |                                                                                   | | Dos    | Ibaraki   |           |
| Hitachino-Ushiku           | ひたち野うしく | 3.9     | 54.5             | ●                     | ● |                         | Ushiku                       |                                                                                   | | Dos    | Ibaraki   |           |
| Arakawaoki                 | 荒川沖         | 2.7     | 57.2             | ●                     | ● |                         | Tsuchiura                    |                                                                                   | | Dos    | Ibaraki   |           |
| Tsuchiura                  | 土浦           | 6.6     | 63.8             | ●                     | ● |                         | Tsuchiura                    |                                                                                   | | Dos    | Ibaraki   |           |
| Kandatsu                   | 神立           | 6.1     | 69.9             | ●                     | |                         | Tsuchiura                    |                                                                                   | | Dos    | Ibaraki   |           |
| Takahama                   | 高浜           | 6.5     | 76.4             | ●                     | | Ishioka                 |                              |                                                                                   | | Dos    | Ibaraki   |           |
| Ishioka                    | 石岡           | 3.6     | 80.0             | ●                     | | Ishioka                 |                              |                                                                                   | | Dos    | Ibaraki   |           |
| Hatori                     | 羽鳥           | 6.5     | 86.5             | ●                     | | Omitama                 |                              |                                                                                   | | Dos    | Ibaraki   |           |
| Iwama                      | 岩間           | 5.4     | 91.9             | ●                     | | Kasama                  |                              |                                                                                   | | Dos    | Ibaraki   |           |
| Tomobe                     | 友部           | 6.9     | 98.8             | ●                     | Línea Mito (algunos trenes a Mito)                                                                                             | Kasama                  |                              |                                                                                   | | Dos    | Ibaraki   |           |
| Uchihara                   | 内原           | 4.7     | 103.5            | ●                     | | Mito                    |                              |                                                                                   | | Dos    | Ibaraki   |           |
| Akatsuka                   | 赤塚           | 5.8     | 109.3            | ●                     | | Mito                    |                              |                                                                                   | | Dos    | Ibaraki   |           |
| Kairakuen                  | 偕楽園         | 4.1     | 113.4            | ●                     | | Mito                    |                              |                                                                                   | | Dos    | Ibaraki   |           |
| Mito                       | 水戸           | 1.9     | 115.3            | ●                     | Línea Suigun Línea Ōarai Kashima                                                                                               | Mito                    |                              |                                                                                   | | Dos    | Ibaraki   |           |
| Katsuta                    | 勝田           | 5.8     | 121.1            | ●                     | Línea Minato | Hitachinaka             |                              |                                                                                   | | Dos    | Ibaraki   |           |
| Sawa                       | 佐和           | 4.2     | 125.3            | ●                     | | Hitachinaka             |                              |                                                                                   | | Dos    | Ibaraki   |           |
| Tōkai                      | 東海           | 4.7     | 130.0            | ●                     | | Tōkai, Distrito de Naka |                              |                                                                                   | | Dos    | Ibaraki   |           |
| Ōmika                      | 大甕           | 7.4     | 137.4            | ●                     | | Hitachi                 |                              |                                                                                   | | Dos    | Ibaraki   |           |
| Hitachi-Taga               | 常陸多賀       | 4.6     | 142.0            | ●                     | | Hitachi                 |                              |                                                                                   | | Dos    | Ibaraki   |           |
| Hitachi                    | 日立           | 4.9     | 146.9            | ●                     | | Hitachi                 |                              |                                                                                   | | Dos    | Ibaraki   |           |
| Ogitsu                     | 小木津         | 5.5     | 152.4            | ●                     | | Hitachi                 |                              |                                                                                   | | Dos    | Ibaraki   |           |
| Jūō                        | 十王           | 4.2     | 156.6            | ●                     | | Hitachi                 |                              |                                                                                   | | Dos    | Ibaraki   |           |
| Takahagi                   | 高萩           | 5.9     | 162.5            | ●                     | | Takahagi                |                              |                                                                                   | | Dos    | Ibaraki   |           |
| Minami-Nakagō              | 南中郷         | 4.5     | 167.0            | ●                     | | Kitaibaraki             |                              |                                                                                   | | Dos    | Ibaraki   |           |
| Isohara                    | 磯原           | 4.6     | 171.6            | ●                     | | Kitaibaraki             |                              |                                                                                   | | Dos    | Ibaraki   |           |
| Ōtsukō                     | 大津港         | 7.1     | 178.7            | ●                     | | Kitaibaraki             |                              |                                                                                   | | Dos    | Ibaraki   |           |
| Nakoso                     | 勿来           | 4.5     | 183.2            | ●                     | | Iwaki                   | Fukushima                    |                                                                                   | | Dos    |           |           |
| Ueda                       | 植田           | 4.6     | 187.8            | ●                     | | Iwaki                   | Fukushima                    |                                                                                   | | Dos    |           |           |
| Izumi                      | 泉             | 7.2     | 195.0            | ●                     | | Iwaki                   | Fukushima                    |                                                                                   | | Dos    |           |           |
| Yumoto                     | 湯本           | 6.5     | 201.5            | ●                     | | Iwaki                   | Fukushima                    |                                                                                   | | Dos    |           |           |
| Uchigō                     | 内郷           | 3.5     | 205.0            | ●                     | | Iwaki                   | Fukushima                    |                                                                                   | | Dos    |           |           |
| Iwaki                      | いわき         | 4.4     | 209.4            | ●                     | Línea Ban'etsu East | Iwaki                   | Fukushima                    | ∥                                                                                 | |        |           |           |
| Kusano                     | 草野           | 5.4     | 214.8            | ●                     | | Iwaki                   | Fukushima                    | ∥                                                                                 | |        |           |           |
| Yotsukura                  | 四ツ倉         | 4.4     | 219.2            | ●                     | | Iwaki                   | Fukushima                    | v                                                                                 | |        |           |           |
| Hisanohama                 | 久ノ浜         | 4.8     | 224.0            | ●                     | | Iwaki                   | Fukushima                    | ◇                                                                                 | |        |           |           |
| Suetsugi                   | 末続           | 3.6     | 227.6            | ●                     | | Iwaki                   | Fukushima                    | ◇                                                                                 | |        |           |           |
| Hirono                     | 広野           | 4.8     | 232.4            | ●                     | | ^                       | Fukushima                    | Hirono, Distrito Futaba                                                           | |        |           |           |
| Kido                       | 木戸           | 5.4     | 237.8            | ●                     | | v                       | Fukushima                    | Naraha                                                                            | |        |           |           |
| Tatsuta                    | 竜田           | 3.1     | 240.9            | ●                     | | ◇                       | Fukushima                    | Naraha                                                                            | |        |           |           |
| Tomioka                    | 富岡           | 6.9     | 247.8            | ●                     | | ◇                       | Fukushima                    | Tomioka                                                                           | |        |           |           |
| Yonomori                   | 夜ノ森         | 5.2     | 253.0            | ●                     | | ◇                       | Fukushima                    | Tomioka                                                                           | |        |           |           |
| Ōno                        | 大野           | 4.9     | 257.9            | ●                     | | ^                       | Fukushima                    | Ōkuma                                                                             | |        |           |           |
| Futaba                     | 双葉           | 5.8     | 263.7            | ●                     | | v                       | Fukushima                    | Futaba                                                                            | |        |           |           |
| Namie                      | 浪江           | 4.9     | 268.6            | ●                     | | ◇                       | Fukushima                    | Namie                                                                             | |        |           |           |
| Momouchi                   | 桃内           | 4.9     | 273.5            | ●                     | | ◇                       | Fukushima                    | Minamisōma                                                                        | |        |           |           |
| Odaka                      | 小高           | 4.0     | 277.5            | ●                     | | ◇                       | Fukushima                    | Minamisōma                                                                        | |        |           |           |
| Iwaki-Ōta                  | 磐城太田       | 4.9     | 282.4            | ●                     | | ◇                       | Fukushima                    | Minamisōma                                                                        | |        |           |           |
| Haranomachi                | 原ノ町         | 4.5     | 286.9            | ●                     | | ◇                       | Fukushima                    | Minamisōma                                                                        | |        |           |           |
| Kashima                    | 鹿島           | 7.5     | 294.4            | ●                     | | ◇                       | Fukushima                    | Minamisōma                                                                        | |        |           |           |
| Nittaki                    | 日立木         | 6.7     | 301.1            | ●                     | | ◇                       | Fukushima                    | Sōma                                                                              | |        |           |           |
| Sōma                       | 相馬           | 5.9     | 307.0            | ●                     | | ◇                       | Fukushima                    | Sōma                                                                              | |        |           |           |
| Komagamine                 | 駒ヶ嶺         | 4.4     | 311.4            | ●                     | | ◇                       | Fukushima                    | Shinchi, Distrito de Sōma                                                         | |        |           |           |
| Shinchi                    | 新地           | 4.4     | 315.8            | ●                     | | ◇                       | Fukushima                    | Shinchi, Distrito de Sōma                                                         | |        |           |           |
| Sakamoto                   | 坂元           | 5.4     | 321.2            | ●                     | | ◇                       | Yamamoto, Distrito de Watari | Miyagi                                                                            | |        |           |           |
| Yamashita                  | 山下           | 4.5     | 325.7            | ●                     | | ◇                       | Yamamoto, Distrito de Watari | Miyagi                                                                            | |        |           |           |
| Hamayoshida                | 浜吉田         | 3.9     | 329.6            | ●                     | | ◇                       | Watari                       | Miyagi                                                                            | |        |           |           |
| Watari                     | 亘理           | 5.0     | 334.6            | ●                     | | ◇                       | Watari                       | Miyagi                                                                            | |        |           |           |
| Ōkuma                      | 逢隈           | 3.2     | 337.8            | ●                     | | ◇                       | Watari                       | Miyagi                                                                            | |        |           |           |
| Iwanuma                    | 岩沼           | 5.3     | 343.1            | ●                     | Línea principal Tōhoku (por Fukushima)                                                                                         | ^                       | Iwanuma                      | Miyagi                                                                            | |        |           |           |
| Iwanuma                    | 岩沼           | 5.3     | 343.1            | ●                     | Línea principal Tōhoku (por Fukushima)                                                                                         | ^                       | Iwanuma                      | Miyagi                                                                            | Línea principal Tōhoku |        |           |           |
| Tatekoshi                  | 館腰           | 3.7     | 346.8            | ●                     | | Dos                     | Natori                       | Miyagi                                                                            | |        |           |           |
| Natori                     | 名取           | 3.5     | 350.3            | ●                     | Línea Sendai Airport | Dos                     | Natori                       | Miyagi                                                                            | |        |           |           |
| Minami-Sendai              | 南仙台         | 2.7     | 353.0            | ●                     | | Dos                     | Taihaku-ku (Sendai)          | Miyagi                                                                            | |        |           |           |
| Taishidō                   | 太子堂         | 2.2     | 355.2            | ●                     | | Dos                     | Taihaku-ku (Sendai)          | Miyagi                                                                            | |        |           |           |
| Nagamachi                  | 長町           | 1.0     | 356.2            | ●                     | Línea Nanboku | Dos                     | Taihaku-ku (Sendai)          | Miyagi                                                                            | |        |           |           |
| Sendai                     | 仙台           | 4.5     | 360.7            | ●                     | Tōhoku Shinkansen, Akita Shinkansen, Línea principal Tōhoku (por Ichinoseki y Rifu), Línea Senzan, Línea Senseki Línea Nanboku | Dos                     | Aoba-ku, Sendai              | Miyagi                                                                            | |        |           |           |

1. ↑  Todos los trenes hacía/desde Yoyogi-Uehara; algunos trenes continúan por la Línea Odakyū Odawara hacía/desde la Hon-Atsugi y la Línea Odakyu Tama desde/hacía la Karakida
2. ↑  Trenes locales a la Línea Chiyoda paran a las plataformas de la Línea Chiyoda.
3. ↑  Algunos trenes rápidos prestan servicio entre las estaciones de Ueno y Narita vía Abiko
4. ↑  Solo durante la mañana y tarde entre Abiko y Toride
5. ↑  Solo durante la mañana y tarde entre Abiko y Toride
6. ↑  Durante el día, los trenes hacía Mito paran aquí solo durante la temporada florecimiento

## Material rodante

### Suburbano
- Serie 209 EMU de 10 coches (desde diciembre de 1999) (corre algunos servicios por las vías de la Línea Chiyoda)
- Serie E231 EMU de 10+5 coches (con franjas verde esmeralda/verde claro) (desde marzo de 2002)
- Serie E501  EMU de 10+5 coches (con franjas verde esmeralda/blanco) (desde diciembre de 1995)
- Serie E233-2000  EMU de 10 coches (desde septiembre de 2009)

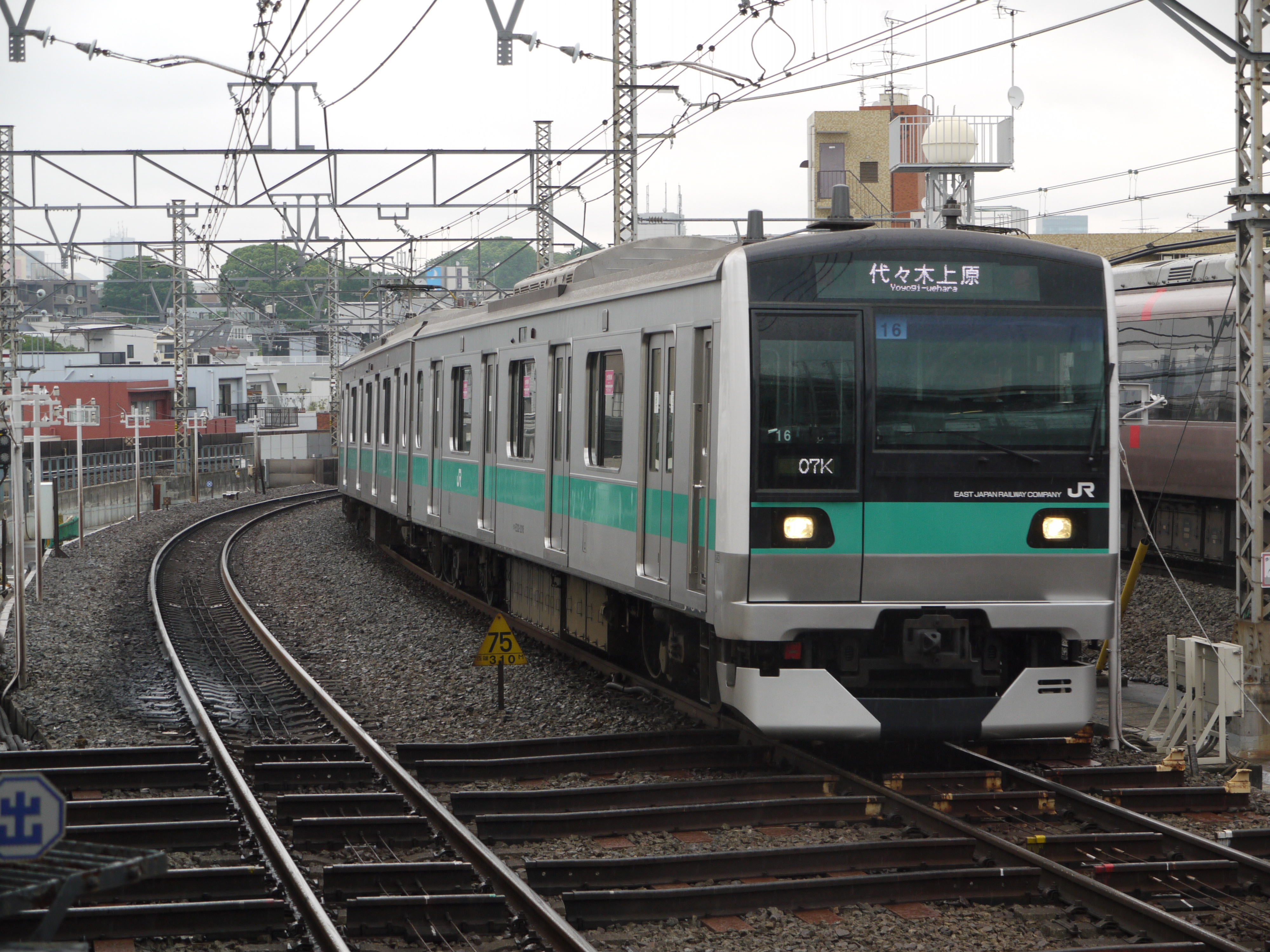
EMU serie E233-2000 arribando a Yoyogi Uehara, Junio 2012
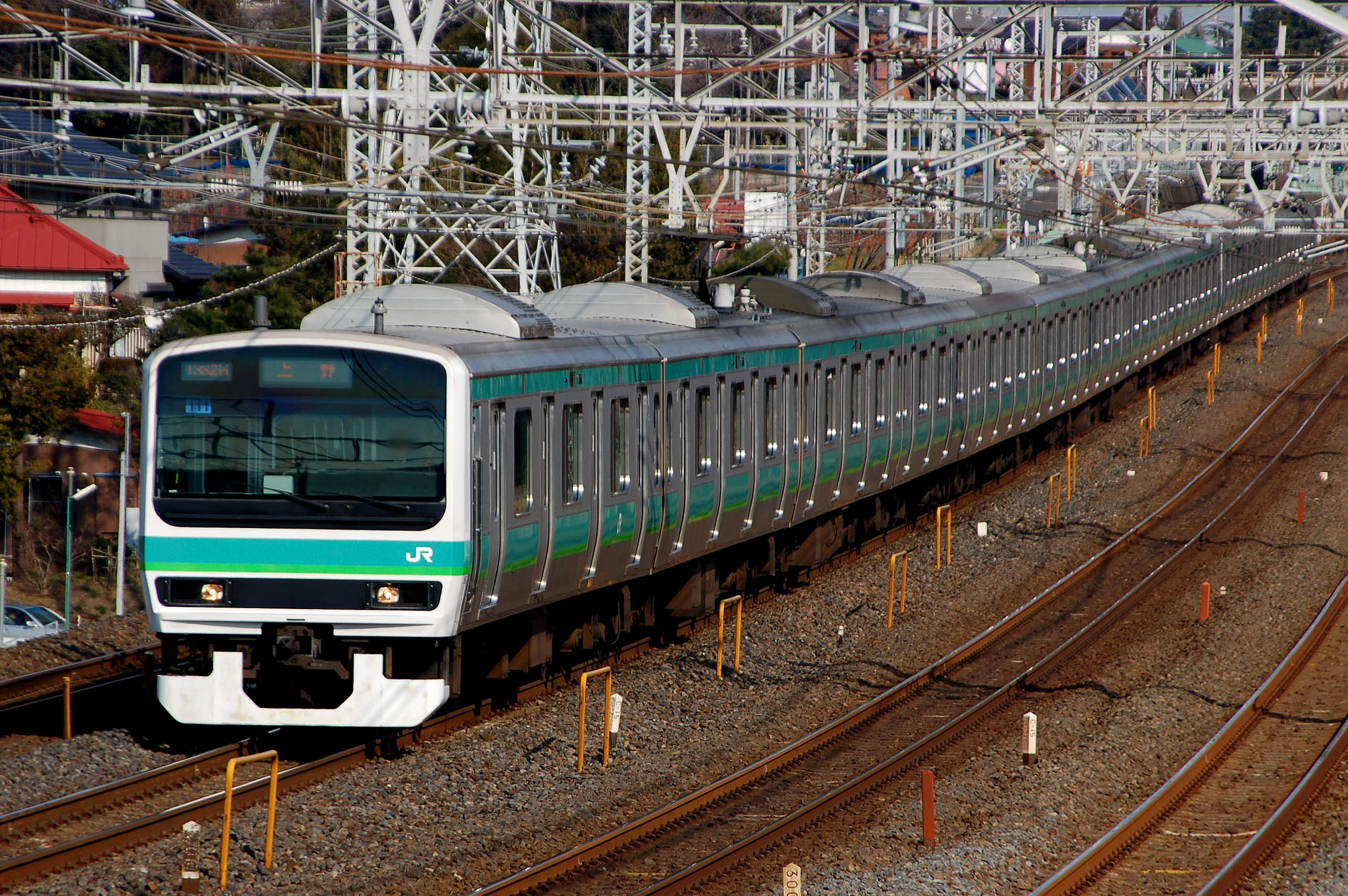
EMU serie E231

### Interurbano
- Serie 415 EMU de 4 coches (franja azul) (desde 1986)
- Serie E531 EMU de 10+5 coches (franja azul) (desde julio de 2005)

### Expresos limitados
- Serie 651 EMU de 7+4 coches (servicios Super Hitachi) (desde marzo de 1989)
- Serie E657  EMU de 10 coches (servicios Super Hitachi) (desde el 17 de marzo de 2012)

### Fuera de uso
- Serie 80 DMU (servicios Hitachi) (desde octubre de 1969 hasta octubre de 1972)
- Serie 401 EMU (color crema con franjas azules) (desde junio de 1961 hasta 1987)
- Serie 485 EMU (servicios Super Hitachi) (desde octubre de 1972 hasta diciembre de 1998)
- Serie 103 EMU de 10+5 coches (esquema verde esmeralda) (desde diciembre de 1967 hasta marzo de 2006)
- Serie 403/Serie 415 EMU de 7+4+4 coches (color crema con franjas azules) (desde 1965 hasta marzo de 2007)
- Serie 207 EMU de 10 coches (from 1986 until December 2009)
- Serie 203 EMU de 10 coches  (from 1982 until 26 September 2011)[6]
- Serie E653 EMU de 7+4 coches (servicios Fresh Hitachi) (desde octubre de 1997 hasta marzo de 2013)